# Зонд-7
«Зонд-7» (7К-Л1 № 15) — тринадцатый запуск прототипа лунного корабля «Союз 7К-Л1», по программе облёта Луны экипажем из двух человек. Запущен 8 августа 1969 года. Официально целью миссии был беспилотный облёт и фотографирование Луны, возвращение спускаемого аппарата на Землю с приземлением в заданный район, а также испытание управления аппаратом от бортовой ЭВМ.

## Задачи
Основной целью запуска являлось проведение широкого круга технических экспериментов по отработке усовершенствованных систем, аппаратуры и конструкции станции: систем управления движением с использованием бортовой электронно-вычислительной машины, обеспечивающей применение для управления оптимальных законов на всех этапах полёта станции; системы астроориентации бортовой аппаратуры дальней радиосвязи для приёма и передачи информации со станции и определения параметров траектории полёта; телеметрической системы контроля функционирования систем станций; средств радиационной защиты космических кораблей и контроля доз радиации внутри спускаемого aппapата и т. д.

## Ход миссии
Схема полета АС «Зонд-7» была аналогична схеме полета АС «Зонд-6». После запуска многоступенчатой ракеты-носителя станция вместе с последней ступенью ракеты была выведена на орбиту ИСЗ. На промежуточной орбите ракетно-космический комплекс (станция и ступень ракеты) осуществил ориентацию в пространстве с последующей стабилизацией, после чего произошло включение двигателя ступени. Станции была сообщена скорость около 11 км/сек и она, отделившись от ступени, направилась к Луне. В тот же день, 8 августа с 8 час 52 мин до 9 час 26 мин, в период нахождения станции «Зонд-7» над Каспийским морем, с расстояний примерно 70 000 км проводилось фотографировали нашей планеты. Во время фотографирования ось фотоаппарата совпадала с направлением на центр Земли. 9 августа, когда расстояние от Земли до станции равнялось ~260 000 км, была выполнена коррекция траектории полета. В результате осуществленного маневра АС «Зонд-7» перешла на новую траекторию и 11 августа совершила облет Луны. Во время полета в районе Луны были проведены два сеанса фотографирования и научные измерения физических характеристик Луны и окололунного пространства. Первый сеанс фотографирования лунной поверхности начался в 5 час 28 мин и продолжался 10 мин. В этот период станция находилась на расстоянии ~10 000 км от района Океана Бурь. Примерно через час после окончания предыдущего сеанса, за несколько минут до входа АС «Зонд-7» в радиотень Луны, начался сеанс фотографирования обратной стороны Луны, во время которого оптическая ось фотоаппарата была направлена на центр Земли. Фотографирование производилось с высоты 2 000 км от лунной поверхности и продолжалось до момента прохождения станцией «Зонд-7» перицентра орбиты. В начале фотографирования были получены снимки Земли, постепенно заходящей за горизонт Луны.
После облета Луны станция направилась к Земле, Для обеспечения расчетной трассы полета с посадкой в заданном районе планировалось проведение трех коррекций траектории: одна коррекция на участке полета к Луне, две другие на участке возвращения на Землю.
Первая коррекция была выполнена с большой точностью, что позволило отказаться от проведения очередной коррекции. Вторая коррекция обеспечила точное попадание станции в расчетный коридор входа в атмосферу. АС «Зонд-7» подлетела к Земле 14 августа. Перед входом в атмосферу произошло отделение спускаемого аппарата от приборного отсека. Используя аэродинамическую подъемную силу, спускаемый аппарат совершил управляемый спуск с двумя погружениями в атмосферу, погасил при этом скорость от величины примерно 11 км/сек до 200 м/сек и вышел в район посадки на территории СССР (Казахстан) 14.08.1969. На высоте 7,5 км была введена в действие парашютная система, а непосредственно перед приземлением включились двигатели и аппарат совершил мягкую посадку, полностью выполнив программу полета. 